# 페트라스 클리마스

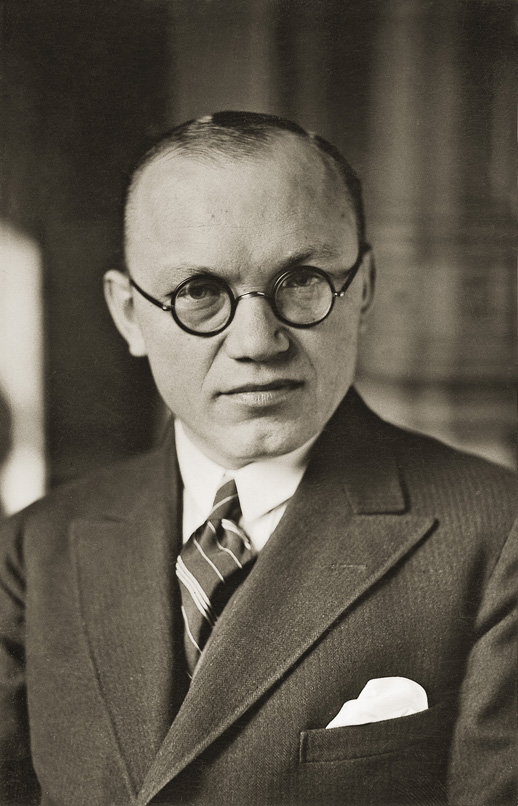
페트라스 클리마스

페트라스 클리마스(리투아니아어: Petras Klimas, 1891년 2월 23일~1969년 1월 16일)는 리투아니아의 외교관, 역사학자, 작가이다. 리투아니아 독립 선언서에 서명한 20인 중 한 사람이다.